# 活個痛快
是2011年由威尔·瑞瑟尔編寫劇本，喬納森·萊文執導的一部电影。由祖瑟夫·哥頓-利域和薛夫·洛根主演。影片故事根据編劇威尔·瑞瑟尔的抗癌经历改编。

## 外部連結
- 官方网站
- AllMovie上《50/50》的资料（英文）
- Box Office Mojo上《50/50》的資料（英文）
- 互联网电影数据库（IMDb）上《50/50》的资料（英文）
- 爛番茄上《50/50》的資料（英文）